# 송창식 (야구인)
송창식(宋昌式, 1985년 3월 25일~)은 대한민국의 야구인이다. 전 KBO 리그 한화 이글스의 투수이며, 빅드림베이스볼아카데미의 대표이다.

## 선수 시절

### 한화 이글스시절
2004년에 2차 1라운드 지명을 받았다. 시속 140km/h 후반의 직구와 포크볼을 주 무기로 데뷔 첫 해에 1완투, 8승 7패를 기록하며 신인왕 후보에 올랐다. 하지만 이듬해 팔꿈치 부상으로 5월에 일본에서 토미 존 수술을 받았다.
2011년 10월 5일 롯데 자이언츠전에서 황동채, 정훈에게 연속으로 빈볼을 던져 2011년 시즌에 유일하게 퇴장을 당했다. 그는 첫 번째 타자 황동채를 초구를 던져 사구로 내보냈고, 정훈에게 투구한 공 2개가 모두 위협구였다.
2011년 8월 21일 두산전에서 선발 등판해 5.2이닝 6피안타, 1실점으로 승리 투수가 됐다. 이는 2004년 8월 4일 롯데전 이후 2,573일 만의 선발 승이었다. 2013년에는 안승민이 부진하자 마무리로 등판했다.
2020년 7월 15일에 은퇴하였다.

## 야구선수 은퇴 후
2021년부터 빅드림베이스볼아카데미의 대표로 활동한다.

## 트리비아
- 2008년부터 2009년까지 세광고등학교에서 야구부 투수 코치로 활동했다.

## 에피소드
- 팔꿈치 부상에서 회복한 그는 2군 경기 도중 1~2이닝만 던지면 손가락의 감각이 무뎌지고 있다는 것을 느꼈고, 병원에 가서 진단을 받았다. 검사 결과, 사지 말단이 괴사에 빠지거나 심하면 사지를 절단할 수 있는 불치병인 '버거씨병'(폐쇄성 혈전혈관염)을 선고받았다. 그는 버거씨병 치료 및 재활을 위해 2008년 4월에 한화에서 임의 탈퇴를 선언하고 팀을 나왔다.[5] 임의 탈퇴 후 2008년부터 2009년까지 모교인 세광고등학교에서 코치로 일했고, 감각이 없어지지 않게 꾸준히 훈련과 재활 치료를 병행했다. 2010년 3월 5일 한화에서 재입단 테스트를 받고, 연봉 3,000만원에 재계약하며 복귀했다. 그는 인터뷰를 통해 자신을 비롯한 모든 버거씨병과 싸우는 사람들한테 희망이 되겠다고 했다.

## 출신 학교
- 서원초등학교
- 세광중학교
- 세광고등학교

## 통산 기록
| 연도 | 팀명   | 평균자책점 | 경기 | 완투 | 완봉 | 승 | 패 | 세 | 홀 | 승률  | 타자 | 이닝  | 피안타 | 피홈런 | 볼넷 | 사구 | 탈삼진 | 실점 | 자책점 |
| ---- | ------ | ---------- | ---- | ---- | ---- | -- | -- | -- | -- | ----- | ---- | ----- | ------ | ------ | ---- | ---- | ------ | ---- | ------ |
| 2004 | 한화   | 5.13       | 26   | 1    | 0    | 8  | 7  | 0  | 0  | 0.533 | 620  | 140.1 | 143    | 15     | 63   | 8    | 80     | 83   | 80     |
| 2006 | 한화   | 5.29       | 21   | 0    | 0    | 0  | 0  | 0  | 1  | 0.000 | 76   | 17    | 13     | 2      | 11   | 1    | 11     | 10   | 10     |
| 2007 | 한화   | 13.50      | 2    | 0    | 0    | 0  | 1  | 0  | 0  | 0.000 | 22   | 4     | 9      | 0      | 2    | 0    | 3      | 6    | 6      |
| 2010 | 한화   | 4.08       | 12   | 0    | 0    | 0  | 0  | 0  | 0  | 0.000 | 75   | 17.2  | 17     | 1      | 5    | 0    | 11     | 8    | 8      |
| 2011 | 한화   | 6.34       | 34   | 0    | 0    | 4  | 3  | 0  | 0  | 0.571 | 284  | 61    | 75     | 11     | 23   | 7    | 52     | 43   | 43     |
| 2012 | 한화   | 2.91       | 47   | 0    | 0    | 4  | 3  | 1  | 12 | 0.571 | 298  | 74.1  | 45     | 7      | 26   | 5    | 66     | 24   | 24     |
| 2013 | 한화   | 3.42       | 57   | 0    | 0    | 4  | 6  | 20 | 0  | 0.400 | 310  | 71    | 63     | 3      | 36   | 4    | 67     | 27   | 27     |
| 2014 | 한화   | 7.45       | 26   | 0    | 0    | 1  | 3  | 1  | 3  | 0.250 | 138  | 29    | 35     | 9      | 14   | 3    | 21     | 24   | 24     |
| 2015 | 한화   | 6.44       | 64   | 0    | 0    | 8  | 7  | 0  | 11 | 0.533 | 503  | 109   | 115    | 29     | 64   | 7    | 87     | 82   | 78     |
| 2016 | 한화   | 4.98       | 66   | 0    | 0    | 8  | 5  | 0  | 8  | 0.615 | 437  | 97.2  | 97     | 10     | 45   | 10   | 77     | 61   | 54     |
| 2017 | 한화   | 6.63       | 63   | 0    | 0    | 5  | 6  | 0  | 15 | 0.455 | 331  | 73.1  | 77     | 13     | 33   | 5    | 64     | 56   | 54     |
| 2018 | 한화   | 4.97       | 12   | 0    | 0    | 1  | 0  | 0  | 1  | 1.000 | 58   | 12.2  | 15     | 2      | 4    | 1    | 8      | 7    | 7      |
| 2019 | 한화   | 54.00      | 1    | 0    | 0    | 0  | 0  | 0  | 0  | -     | 4    | 0.1   | 3      | 0      | 0    | 0    | 1      | 2    | 2      |
| 통산 | 13시즌 | 5.31       | 431  | 1    | 0    | 43 | 41 | 22 | 51 | 0.512 | 3156 | 707.1 | 707    | 102    | 326  | 51   | 548    | 423  | 417    |